# لیگ برتر فوتبال آکادمی انگلستان
لیگ برتر فوتبال آکادمی انگلستان (به انگلیسی: The Premier Reserve League) لیگی است که در آن تیم‌های آکادمی باشگاه‌های فوتبال انگلیس در آن به رقابت می‌پردازند.این لیگ به دو دسته شمالی و جنوبی تقسیم می‌شود.